# Episodi di MPU - Missing Persons Unit (quarta stagione)
La quarta stagione di MPU - Missing Persons Unit è stata trasmessa in Belgio dal 19 settembre al 21 novembre 2012.
In Italia sono stati trasmessi i primi 7 episodi (saltando l'episodio 6) dal 3 al 17 febbraio 2016 sul canale Giallo, mentre gli ultimi tre episodi sono andati in onda in prima visione il 29 e 30 marzo 2017. L'episodio 6 rimane inedito.
| N. | Titolo originale | Titolo Italiano  | Prima TV Belgio   | Prima TV Italia  |
| -- | ---------------- | ---------------- | ----------------- | ---------------- |
| 1  | Hanne            | Hanne - 1ª parte | 19 settembre 2012 | 3 febbraio 2016  |
| 2  | Marie            | Hanne - 2ª parte | 26 settembre 2012 | 3 febbraio 2016  |
| 3  | Emma             | Emma             | 3 ottobre 2012    | 10 febbraio 2016 |
| 4  | Myriam           | Myriam           | 10 ottobre 2012   | 10 febbraio 2016 |
| 5  | Thomas           | Thomas           | 17 ottobre 2012   | 17 febbraio 2016 |
| 6  | Jona             | Jona             | 24 ottobre 2012   | non trasmesso    |
| 7  | Christine        | Christine        | 31 ottobre 2012   | 17 febbraio 2016 |
| 8  | Paul             | Paul             | 7 novembre 2012   | 29 marzo 2017    |
| 9  | Ief - Deel 1     | Ief - 1ª parte   | 14 novembre 2012  | 30 marzo 2017    |
| 10 | Ief - Deel 2     | Ief - 2ª parte   | 21 novembre 2012  | 30 marzo 2017    |